# ARASHI LIVE TOUR Popcorn
『ARASHI LIVE TOUR Popcorn』（アラシ ライブ ツアー ポップコーン）は、日本の男性アイドルグループ・嵐のライブ・ビデオ。2013年4月24日にJ Stormから発売された。

## 概要
2012年11月から2013年1月まで行われた5大ドームツアー「ARASHI LIVE TOUR Popcorn」から、2012年12月15日開催の東京ドーム公演を収録。
通常盤初回プレスと通常盤の2種類でリリース。通常盤初回プレスはスペシャルパッケージ仕様で、60ページに及ぶブックレットが封入されている。
本作収録の「Welcome to our party」は、後に5thベストアルバム「5×20 All the BEST!! 1999-2019」初回限定盤2特典DVD「ARASHI LIVE CLIPS」にも収録された。

## チャート成績
2013年5月6日付オリコンDVD総合週間チャートで初週58.0万枚を売り上げ、初登場1位を獲得。今作で、DVD総合チャートでの首位獲得数は『SUMMER TOUR 2007 FINAL Time -コトバノチカラ-』（2008年）から9作連続・通算11作目で、連続・通算ともに歴代単独1位の首位獲得記録となった。嵐は既に『音楽DVD初週売上枚数』、『音楽DVD累積売上枚数』、『アーティスト別音楽DVD総売上枚数』での3部門で歴代1位を獲得しており、これに今回の2部門（『音楽DVD連続総合首位獲得数』、『音楽DVD通算総合首位獲得数』）での歴代1位が加わり、音楽DVD主要5部門を制覇した。音楽DVD主要5部門制覇は史上初の記録である。翌週の5月13日付オリコンDVD総合チャートでも5.1万枚を売り上げ、2週目の首位を獲得し、翌々週の5月20日付オリコンDVD総合チャートでも1.9万枚を売り上げ、前作『ARASHI アラフェス NATIONAL STADIUM 2012』に続き2作連続・通算3作目となる3週連続総合首位を獲得した。
さらに、最後に首位を獲得してから4週間後にあたる6月17日付オリコンDVD総合週間チャートで6,246枚を売り上げ、総合チャート首位に返り咲きを果たした。これで、今作の首位獲得数が4となり、これまで「通算首位獲得週数」歴代1位タイの3週で並んでいた『ARASHI AROUND ASIA 2008 in TOKYO』（2009年）、『5×10 All the BEST! CLIPS 1999-2009』（2009年）、『ARASHI アラフェス NATIONAL STADIUM 2012』（2012年）、『Mr.Children DOME TOUR 2009 〜SUPERMARKET FANTASY〜 IN TOKYO DOME』（Mr.Children、2010年）を抜いて歴代単独1位となった。また、男性アーティストの週間DVDランキング首位返り咲きは、EXILE ATSUSHIの『EXILE ATSUSHI Premium Live 〜The Roots〜』（2011年5月23日付・6月13日付）以来2年ぶりで、これまでにDVD作品で総合首位返り咲きを達成した男性アーティストではEXILE ATSUSHIと嵐（『5×10 All the BEST! CLIPS 1999-2009』、2009年11月9日付・2010年1月18日付）の2組だけである（女性アーティストの作品も含めると宇多田ヒカル、EXILE ATSUSHI、嵐の3組だけ）。なお、複数作品での記録達成は嵐が史上初となった。

## 収録曲
※Blu-rayではDisc 1にまとめて収録。

### Disc 1
1. Overture
2. Up to you
3. Welcome to our party
4. Troublemaker
5. Believe
6. 迷宮ラブソング
7. Cosmos
8. 証
9. 風の向こうへ
10. 楽園 - 相葉雅紀
11. Fly on Friday - 櫻井翔
12. スーパーフレッシュ
13. a Day in Our Life
14. きっと大丈夫
15. 駆け抜けろ！
16. ついておいで
17. 君がいるから
18. two - 大野智

### Disc 2
1. 旅は続くよ
2. ナイスな心意気
3. Lucky Man
4. We wanna funk, we need a funk - 松本潤
5. それはやっぱり君でした - 二宮和也
6. リフレイン
7. Face Down
8. Oh Yeah!
9. Love so sweet
10. Your Eyes
11. Waiting for you
12. ワイルド アット ハート
13. CARNIVAL NIGHT part2
14. エナジーソング〜絶好調超!!!!〜
15. マイガール
16. WISH
17. Happiness

## ツアー日程
- 5大ドームツアー「ARASHI LIVE TOUR Popcorn」について記述。

|        | 開催日    | 開演時間 | 会場                   |
| 2012年 | 2012年    | 2012年   | 2012年                 |
| ------ | --------- | -------- | ---------------------- |
| 1      | 011月16日 | 18:00    | 京セラドーム大阪       |
| 1      | 011月17日 | 18:00    | 京セラドーム大阪       |
| 1      | 011月18日 | 16:00    | 京セラドーム大阪       |
| 2      | 011月30日 | 18:00    | 札幌ドーム             |
| 2      | 012月 1日 | 18:00    | 札幌ドーム             |
| 2      | 012月 2日 | 16:00    | 札幌ドーム             |
| 3      | 012月 7日 | 18:00    | 福岡Yahoo! JAPANドーム |
| 3      | 012月 8日 | 18:00    | 福岡Yahoo! JAPANドーム |
| 3      | 012月 9日 | 16:00    | 福岡Yahoo! JAPANドーム |
| 4      | 012月13日 | 18:00    | 東京ドーム             |
| 4      | 012月14日 | 18:00    | 東京ドーム             |
| 4      | 012月15日 | 18:00    | 東京ドーム             |
| 4      | 012月16日 | 18:00    | 東京ドーム             |
| 2013年 |           |          |                        |
| 5      | 01月11日  | 18:00    | ナゴヤドーム           |
| 5      | 01月12日  | 18:00    | ナゴヤドーム           |
| 5      | 01月13日  | 16:00    | ナゴヤドーム           |